# Granowo
Granowo è un comune rurale polacco del distretto di Grodzisk Wielkopolski, nel voivodato della Grande Polonia.
Ricopre una superficie di 68,42 km² e nel 2004 contava 4 897 abitanti.